# Удлинённая четырёхугольная бипирамида
Удлинённая четырёхуго́льная бипирами́да — один из многогранников Джонсона (J15, по Залгаллеру — М2+П4+М2).
Составлена из 12 граней: 8 правильных треугольников и 4 квадратов. Каждая квадратная грань окружена двумя квадратными и двумя треугольными; каждая треугольная — одной квадратной и двумя треугольными.
Имеет 20 рёбер одинаковой длины. 4 ребра располагаются между двумя квадратными гранями, 8 рёбер — между квадратной и треугольной, остальные 8 — между двумя треугольными.
У удлинённой четырёхугольной бипирамиды 10 вершин. В 8 вершинах (расположенных как вершины куба) сходятся две квадратных грани и две треугольных; в остальных 2 — четыре треугольных.
Удлинённую четырёхугольную бипирамиду можно получить из трёх многогранников — куба и двух квадратных пирамид, все рёбра у которых одинаковой длины (J1), — приложив основания пирамид к двум противоположным граням куба.

## Метрические характеристики
Если удлинённая четырёхугольная бипирамида имеет ребро длины {\displaystyle a}, её площадь поверхности и объём выражаются как
{\displaystyle S=\left(4+2{\sqrt {3}}\right)a^{2}\approx 7{,}4641016a^{2},}
{\displaystyle V=\left(1+{\frac {\sqrt {2}}{3}}\right)a^{3}\approx 1{,}4714045a^{3}.}

## В координатах
Удлинённую четырёхугольную бипирамиду с длиной ребра {\displaystyle 2} можно расположить в декартовой системе координат так, чтобы её вершины имели координаты
- {\displaystyle (\pm 1;\;\pm 1;\;\pm 1),}
- {\displaystyle \left(0;\;0;\;\pm \left(1+{\sqrt {2}}\right)\right).}

При этом центр симметрии многогранника будет совпадать с началом координат, три из пяти осей симметрии — с осями Ox, Oy и Oz, а три из пяти плоскостей симметрии — с плоскостями xOy, xOz и yOz.

## Заполнение пространства
Замостить трёхмерное пространство без промежутков и наложений при помощи многогранников Джонсона J15 нельзя. Если, однако, немного деформировать удлинённую четырёхугольную бипирамиду, превратив равносторонние треугольники в равнобедренные с отношением сторон {\displaystyle 2:{\sqrt {3}}:{\sqrt {3}},} получим многогранник, изоморфный J15, для которого заполнение пространства становится возможным:
На иллюстрации копии многогранника окрашены в три разных цвета в соответствии с их различной ориентацией в пространстве.

## В природе и культуре
В форме удлинённой четырёхугольной бипирамиды и близких к ней многогранников встречаются кристаллы циркона:

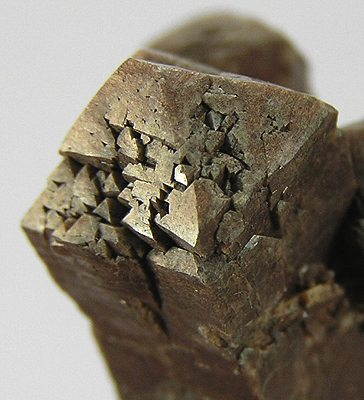
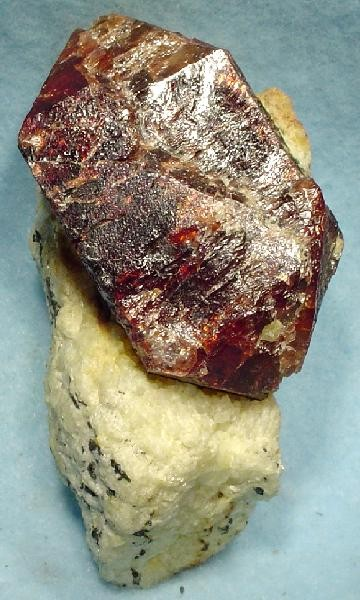
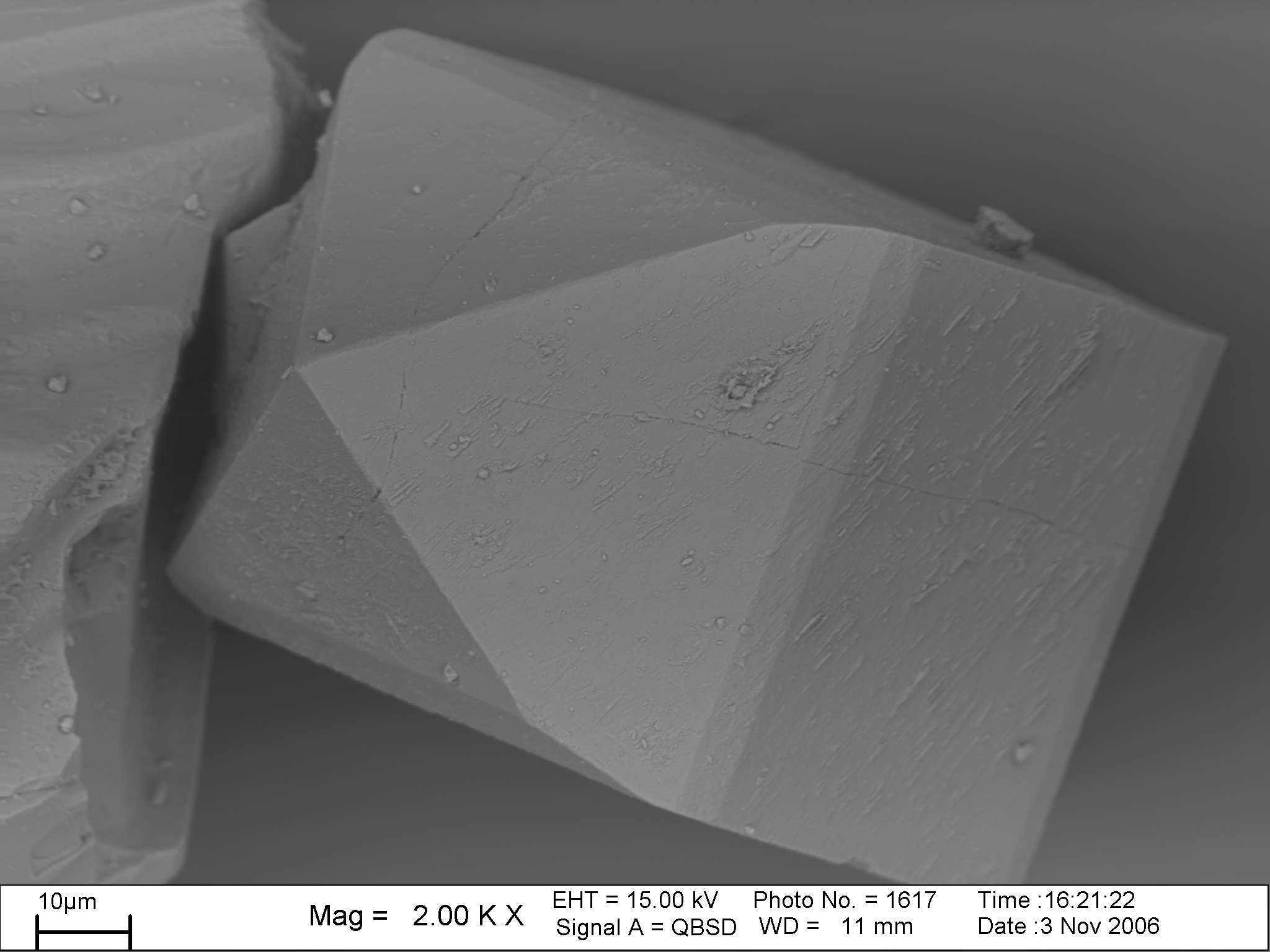
Под электронным микроскопом

На гравюре Маурица Эшера «Звёзды» (1948) присутствует (у середины верхнего края) многогранник, изоморфный J15 — несколько «сжатый» так, что вместо квадратных граней у него прямоугольники.